# BRINT
BRINT (2006-pt.) er en dansk musikgruppe fra Århus, som består af Danny Goodwin (vokal og guitar), Rune H. Jensen (leadguitar og klaver) samt Joe Coyne (bas og perc.) og med Søren Madsen på trommer.
BRINT udgav i 2008 en selvbetitlet EP og skrev, indspillede samt producerede i løbet af 2009 bandets albumdebut, Looking for the Spirit of Regular Life, som udkom i foråret 2009. Her viser BRINT sig som et idérigt band med en fin evne for sangskrivning, en varm, akustisk betonet lyd og et særegent tekstunivers. 

## Diskografi
- BRINT – EP, (2008)
- Looking for the Spirit of Regular Life – album, Gateway Music, (2009)